# Olive Green (film)
Olive Green – film użytkowy (edukacyjny) z 2014, wyprodukowany przez wydawnictwo SuperMemo World z Poznania, we współpracy z firmą producencką Ekstasy z Londynu.
Film jest produktem z pogranicza filmu, gry komputerowej oraz aplikacji mobilnej i stanowi narzędzie nauki języka angielskiego na zasadzie zdobywania wiedzy przez zabawę. Fabuła nawiązuje do mrocznych filmów kryminalnych i jest historią nieudanej kradzieży. 
Film nakręcono na terenie Wielkiej Brytanii i stamtąd pochodzą aktorzy oraz reżyser – Suki Singh. Piosenka śpiewana przez Kasię K8 Rościńską nawiązuje stylistycznie do filmów z cyklu James Bond. 
Film otrzymał główną nagrodę na Corporate Media & TV Awards w Cannes w 2015 oraz na festiwalu filmowym New York Film Festivals World's Best TV and Film.